# Općina Rogašovci
Općina Rogašovci (slo.:Občina Rogašovci) je općina u sjeveroistočnoj Sloveniji u pokrajini Prekomurje i statističkoj regiji Pomurje. Središte općine je naselje Rogašovci s 278 stanovnika.

## Zemljopis
Općina Rogašovci nalazi se u sjeveroistočnom dijelu Slovenije, sjeverna granica općine je i državna granica prema Austriji. 
Općina se prostire u krajnjem sjeverozapadnom dijelu pokrajine Prekomurje, koji pripada pobrđu Goričko.
U općini vlada umjereno kontinentalna klima.
Najvažniji vodotok je rječica Lendava, koja ovdje utječe u Sloveniju i teče gornjim dijelom svog toka. Svi ostali vodotoci su mali i njeni su pritoci.

## Naselja u općini
Fikšinci, Kramarovci, Nuskova, Ocinje, Pertoča, Rogašovci, Ropoča, Serdica, Sotina, Sveti Jurij, Večeslavci

## Vanjske poveznice
- Službena stranica općine